# Peleng
Peleng is een eiland aan de zuidoostkust van het Oostelijk Schiereiland van Sulawesi in Indonesië. Het is het grootste eiland (2406 km²) van de Banggai-eilandengroep. Het eiland ligt in de Golf van Tolo van de Bandazee. De meerderheid van de bevolking leeft van de teelt van kokospalmen en zoete aardappels en van visserij. De grootste plaatsen zijn  Basiano en Bonganang. Basiano en Bonganang. Bestuurlijk valt Peleng onder regentschap Banggai Kepulauan.